# Baird-Parker agar

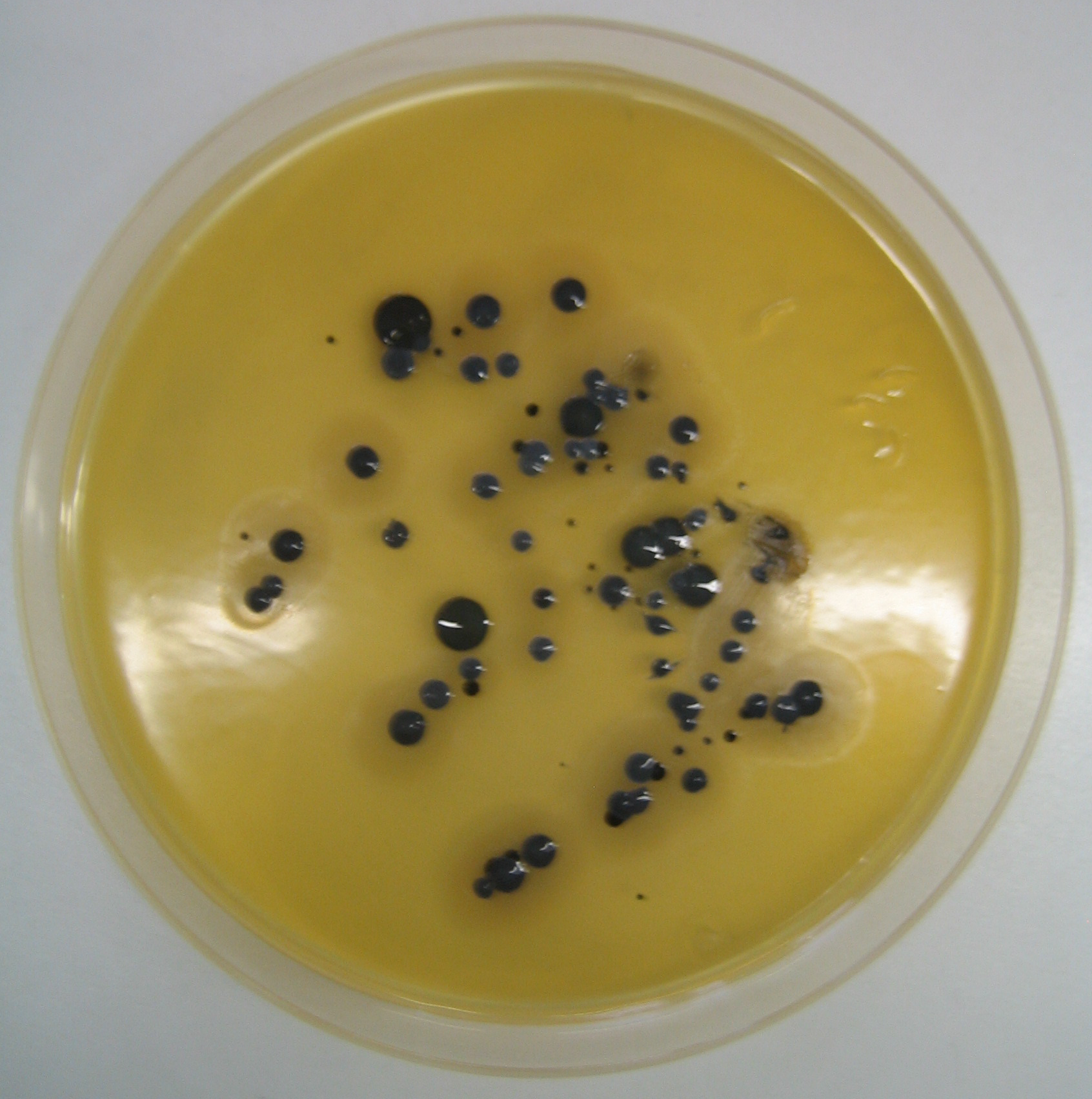
Coltura di Staphylococcus aureus su terreno Baird-Parker Agar

Il Baird-Parker agar è un terreno di coltura utilizzato in microbiologia.
È un terreno molto selettivo utilizzato per la crescita in piastra Petri di colonie di Staphylococcus aureus: infatti contiene alcune sostanze, come la glicina e il piruvato di sodio, in grado di promuovere lo sviluppo degli stafilococchi e altre, come il cloruro di litio e il tellurito di potassio, che inibiscono la crescita di altre forme microbiche. Le colonie che si sviluppano sono di colore nero.
Solitamente si utilizza per le analisi degli alimenti.

## Preparazione
Il Baird-Parker agar viene preparato sciogliendo in 1 litro di acqua demineralizzata:
- 10 g di peptone (idrolizzato enzimatico di caseina);
- 5 g di estratto di carne;
- 1 g di estratto di lievito;
- 10 g di piruvato di sodio;
- 12 g di glicina;
- 5 g di cloruro di litio;
- 20 g di Agar-agar;

Il terreno viene sterilizzato in autoclave a 121 °C per 15 minuti. Quando si è raffreddato intorno a 50 °C si aggiungono 50 ml di emulsione sterile di tuorlo d'uovo e 10 ml di una soluzione all'1% di tellurito di potassio.
Il pH del terreno deve essere di 7,2 ± 0,2.